# Anne Shelton
Anne Shelton, geboren als Patricia Jacqueline Sibley, (Dulwich, 10 november 1923 - Herstmonceux 31 juli 1994) was een Britse popzangeres, die vooral succes had tijdens de jaren 1940 en 1950.

## Carrière
Anne Shelton maakte haar eerste opnamen in 1940/1941 met het orkest van Bert Ambrose en werd daardoor bekend, dat ze tijdens de Tweede Wereldoorlog tijdens radio-uitzendingen en concert-optreden de Britse soldaten amuseerde. Daarbij was ze de eerste zangeres, die een Engelstalige versie van Lili Marleen zong. In 1944 trad ze op met Glenn Miller en zijn orkest. Tijden de periode van de luchtbrug zong ze meermaals voor soldaten in Berlijn. In 1949 had ze in de Verenigde Staten de twee top 30-hits Be Mine en Galway Bay. Ook in 1949 nam ze de voortzetting van Lili Marleen op, Johnnie Johnsons The Wedding of Lili Marleen en werd daarmee zeven weken lang de nummer een van de Britse Sheet Music Charts.
In Groot-Brittannië had ze dan in 1956 ook in de ondertussen opgerichte singlehitlijst een officiële nummer 1-hit met Lay Down Your Arms, geproduceerd door Johnny Franz, waarbij Joe Meek een  eerste dienstverband als geluidstechnicus had. Oorspronkelijk kwam de song uit Zweden, waar hij bekend was onder de titel Ann-Caroline. In de Verenigde Staten namen The Chordettes een coverversie op, die een 16e plaats scoorde in de Amerikaanse hitlijsten.
Twee keer nam ze deel aan de Britse voorronden van het Eurovisiesongfestival met de liedjes I Will Light a Candle (1961) en My Continental Love (1963), maar werd telkens slechts vierde. In 1961 kwam ze echter nog een keer in de top 10 met Sailor, een Engelstalige versie van het Duitstalige nummer Seemann van Lolita. Ze verloor echter het duel met Petula Clark, wier versie tegelijkertijd een nummer 1-hit werd.
Ze zong en speelde ook reeds aan het begin van haar carrière in meerdere films. In 1979 zong ze op verzoek van regisseur John Schlesinger het lied I’ll Be Seeing You in diens film Yanks. In 1980 zong ze voor Koningin Elizabeth voor haar verjaardag het lied You'll never know.

## Andere activiteiten
In 1990 kreeg ze de OBE uitgereikt voor haar werk met de liefdadigheidsinstelling Not Forgotten Association, die zich bekommert om oorlogsveteranen.

## Overlijden
Anne Shelton overleed op 31 juli 1994 aan een hartinfarct.
- Biblioteca Nacional de España: XX1012697
- Bibliothèque nationale de France: cb13839901k (data)
- Gemeinsame Normdatei: 136260527
- International Standard Name Identifier: 0000 0000 5920 9643
- Library of Congress Control Number: nb2008007251
- MusicBrainz: 42771326-5388-401f-9065-fc08dca18a32
- Nationale Bibliotheek van Israël: 987011554775205171
- Virtual International Authority File: 150149294269980521341
- WorldCat: E39PBJtX7XdcwcDPDYh7wGmmVC